# Сиязов, Михаил Александрович
Михаил Александрович Сиязов (23 января 1900, Самарканд — 1 апреля 1957, Минск) — советский военный деятель, генерал-лейтенант (5 июля 1946 года).

## Начальная биография
Михаил Александрович Сиязов родился 23 января 1900 года в Самарканде.

## Военная служба

### Гражданская война
В августе 1919 года призван в ряды РККА и направлен красноармейцем в 4-й Долбушинский стрелковый полк, после чего принимал участие в боевых действиях на Восточном фронте против войск под командованием генерала А. И. Дутова в районе между озером Челкартенгиз и Аральским морем.
С октября 1919 года служил в составе 1-го Оренбургского полка (Закаспийский фронт, с ноября — Закаспийская армейская группа), после чего участвовал в боевых действиях на красноводском направлении против войск под командованием Деникина.
В феврале 1920 года направлен в 1-ю армию, где служил на должностях помощника завхоза политического отдела 1-й Туркестанской стрелковой дивизии, агента по закупкам политического управления армии и помощника делопроизводителя хозяйственной части 2-го Туркестанского стрелкового полка, находясь на которых, принимал участие в ходе установления советской власти на территории Хивы и Бухары.

### Межвоенное время
В августе 1920 года Сиязов был направлен на учёбу на 26-е Полторацкие пехотные командные курсы, после окончания которых с апреля 1922 года служил на должностях командира взвода и помощника командира роты в составе 4-го Ходжентского стрелкового полка, дислоцированного в Чарджоу. Принимал участие в боевых действиях против басмаческих отрядов на территории Восточной Бухары. В том же году вступил в ряды РКП(б).
С сентября 1922 года служил в 5-м Туркестанском стрелковом полку, дислоцированном в городе Фергана, на должностях командира роты, помощника командира батальона, помощника начальника и начальника полковой школы. В период с сентября 1925 по октябрь 1926 года находился на учёбе на стрелково-тактических курсах «Выстрел».
В июне 1930 года был направлен на учёбу в Военную академию имени М. В. Фрунзе, после окончания которой в мае 1933 года был назначен на должность начальника 1-й части штаба Забайкальского укреплённого района, в феврале 1935 года — на должность помощника начальника 2-го отдела штаба ОКДВА, а в июле 1937 года — на должность командира 6-го отдельного Хабаровского стрелкового полка.
30 апреля 1938 года Сиязов был арестован органами НКВД и уволен из кадров РККА, однако 8 апреля 1940 года освобождён из-под следствия в связи с прекращением дела, восстановлен в кадрах Красной армии и в июне того же года назначен на должность преподавателя тактики стрелково-тактических курсов «Выстрел», а в августе — на должность начальника штаба 194-й горнострелковой дивизии (Среднеазиатский военный округ).

### Великая Отечественная война
С началом войны полковник Сиязов находился на прежней должности. Дивизия находилась в составе 49-й армии (Резервный фронт). 26 августа был назначен на должность командира этой же дивизии, которая вела боевые действия по обороне города Дорогобуж, а в начале октября была передислоцирована на Можайскую линию обороны.
17 ноября был назначен на должность командира 258-й стрелковой дивизии, которая принимала участие в боевых действиях в ходе Калужской наступательной операции и освобождения города Калуга. 5 января 1942 года дивизия была преобразована в 12-ю гвардейскую, а Сиязов назначен на должность командира. Вскоре дивизия приняла участие в ходе Ржевско-Вяземской наступательной операции, а также в освобождении города Юхнов.
В марте 1942 года генерал-майор Сиязов был назначен на должность заместителя командующего 5-й армией, в октябре 1943 года на должность заместителя командующего 10-й гвардейской армии, а 16 декабря того же года — на должность командира 7-го гвардейского стрелкового корпуса, который с января 1944 года вёл боевые действия на идрицком направлении.
18 февраля 1944 года был назначен на должность командира 100-го стрелкового корпуса, участвовавшего в боевых действиях в ходе Ленинградско-Новгородской наступательной операции.
27 мая был назначен на должность командира 12-го гвардейского стрелкового корпуса, который вёл наступательные боевые действия в ходе Псковско-Островской операции.
С августа исполнял должность заместителя командующего 67-й армией 3-го Прибалтийского фронта, которая участвовала в Рижской наступательной операции.
8 октября 1944 года генерал-майор Сиязов был назначен на должность командира 89-го стрелкового корпуса, который вскоре принимал участие в боевых действиях в ходе Варшавско-Познанской, Восточно-Померанской и Берлинской наступательных операций, а также в освобождении городов Варшава, Сохачев, Шнайдемюль, Штаргард, Альтдамм (ныне в черте г. Щецин) и других. Приказом Верховного Главнокомандующего корпусу было присвоено почётное наименование «Варшавский».
26 апреля 1945 года командующий 61-й армии генерал-полковник П. А. Белов за форсирование реки Одер представил М. А. Сиязова к званию Героя Советского Союза, однако вышестоящее командование снизило статус награды до ордена Суворова 2 степени.

### Послевоенная карьера
После окончания войны находился на прежней должности.
В августе 1945 года был назначен на должность командира 29-го гвардейского стрелкового корпуса, однако с сентября состоял в распоряжении Военного совета Группы советских войск в Германии и в ноябре того же года был назначен на должность командира 20-го стрелкового корпуса, а в июне 1946 года — на должность командира 9-го гвардейского стрелкового корпуса.
В марте 1947 года был направлен на учёбу на Высшие академические курсы при Высшей военной академии имени К. Е. Ворошилова, после окончания которых в августе 1948 года был назначен на должность начальника Свердловского, а в сентябре 1950 года — на должность начальника Новочеркасского суворовских училищ.
Генерал-лейтенант Михаил Александрович Сиязов 18 апреля 1956 года вышел в отставку.
Умер 1 апреля 1957 года в Минске. Похоронен на Северном кладбище Минска.

## Награды
- Орден Ленина (№20358 от 21.02.1945);
- Три ордена Красного Знамени (02.01.1942, 03.11.1944, 15.11.1950);
- Два ордена Суворова 2-й степени (28.09.1943, 29.05.1945);
- Орден Кутузова 2-й степени (06.04.1945);
- Медали.
- Золотые именные часы от Наркома обороны СССР (1936)

Приказы (благодарности) Верховного Главнокомандующего в которых отмечен Сиязов М. А.
- За форсирование реки Великая, прорыв сильно укреплённой, развитой в глубину обороны немцев южнее города Остров, продвижение с боями вперёд до 40 километров, расширение прорыва до 70 километров по фронту и занятие более 700 населённых пунктов, в том числе крупных населённых пунктов Шанино, Зеленово, Красногородское. 19 июля 1944 года № 141
- За овладение столицей Советской Латвии городом Рига — важной военно-морской базой и мощным узлом обороны немцев в Прибалтике. 13 октября 1944 года № 196
- За овладение сильными опорными пунктами обороны немцев Варка, Груйец, Козенице, Солец, Зволень, Бялобжеги, Едлинск, Илжа, а также с боями занятин более 1300 других населённых пунктов. 16 января 1945 года. № 221
- За овладение городами и крупными узлами коммуникаций Сохачев, Скерневице и Лович — важными опорными пунктами обороны немцев. 18 января 1945 года. № 228
- За овладение крупнейшим промышленным центром Польши городом Лодзь и городами Кутно, Томашув (Томашов), Гостынин и Ленчица — важными узлами коммуникаций и опорными пунктами обороны немцев. 19 января 1945 года. № 233
- За пересечение границы Германии западнее и северо-западнее Познани, вторжение в пределы немецкой Померании и овладение городами Шенланке, Лукатц-Крейц, Вольденберг и Дризен — важными узлами коммуникаций и мощными опорными пунктами обороны немцев. 29 января 1945 года. № 265
- За овладение городами Дейч-Кроне и Меркиш-Фридланд — важными узлами коммуникаций и сильными опорными пунктами обороны немцев в Померании. 11 февраля 1945 года. № 274
- За прорыв сильно укреплённой обороны немцев восточнее города Штаргард, продвижение вперёд за четыре дня наступательных боёв до 100 километров, выход на побережье Балтийского моря в районе города Кольберг и овладение городами Бервальде, Темпельбург, Фалькенбург, Драмбург, Вангерин, Лабес, Фрайенвальде, Шифельбайн, Регенвальде и Керлин — важными узлами коммуникаций и сильными опорными пунктами обороны немцев в Померании. 4 марта 1945 года. № 288
- За овладение городами Штаргард, Наугард, Польцин — важными узлами коммуникаций и мощными опорными пунктами обороны немцев на штеттинском направлении. 5 марта 1945 года. № 290
- За овладение штурмом городами Голлнов, Штепенитц и Массов — важными опорными пунктами обороны немцев на подступах к Штеттину. 7 марта 1945 года. № 295
- За овладение городом Альтдамм и ликвидацию сильно укреплённого плацдарма немцев на правом берегу реки Одер восточнее Штеттина. 20 марта 1945 года. № 304
- За овладение городами Франкфурт-на-Одере, Вандлитц, Ораниенбург, Биркенвердер, Геннигсдорф, Панков, Фридрихсфелъде, Карлсхорст, Кепеник и прорыв в столицу Германии — Берлин. 23 апреля 1945 года. № 339

### Иностранные награды
- Орден «Легион почёта» (США) (1945).